# كارول غراي
كارول غراي (بالإنجليزية: Carole Gray)‏ هي ممثلة جنوب أفريقية، ولدت في 1940.

## وصلات خارجية
- كارول غراي على موقع IMDb (الإنجليزية)
- كارول غراي على موقع قاعدة بيانات الفيلم (الإنجليزية)